# Paul Horn (Philologe)

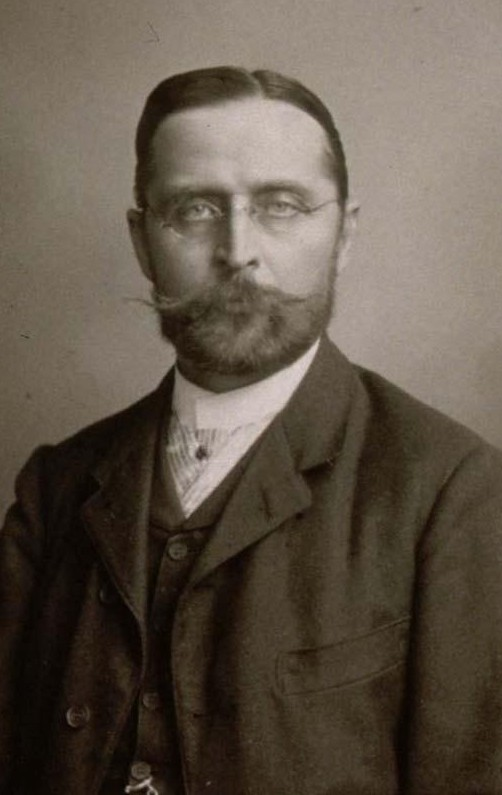
Paul Horn, 1900

Paul Horn (geboren am 14. Januar 1863 in Halle (Saale); gestorben am 11. November 1908 in Straßburg) war ein deutscher Iranist und Orientalist. 

## Leben
Paul Horn studierte von 1883 bis 1885 orientalische Sprachen an der Universität Halle und wurde dort 1885 bei Christian Bartholomae promoviert. 1889 erfolgte seine Habilitation an der Kaiser-Wilhelm-Universität in Strassburg, wo er 1889 die venia legendi erhielt und im Jahr 1900 zum Professor ernannt wurde.
Er war einer der wenigen Schüler von August Friedrich Pott (1802–1887). Horn war mit anderen führenden Iranisten der damaligen Zeit Verfasser in dem berühmten Grundriss der iranischen Philologie (2 Bände, Straßburg 1896–1904), der eine enzyklopädische Zusammenfassung der Sprachen und Geschichte Irans liefert. Zusätzlich zu dem Kapitel IV in Band I (1. Band, 2. Abt., IV. Paul Horn: Neupersische Schriftsprache) schrieb er Kapitel XVII über die Geschichte Irans nach der Eroberung durch die Muslime (Band II, S. 551–604 = 2. Band, 2. Abschnitt, III. Paul Horn: Geschichte Irans in islamitischer Zeit).
Er trug auch zu anderen Übersichtsarbeiten bei: Die Orientalischen Literaturen. Die Kultur der Gegenwart (Teil 1/7, Berlin/Leipzig 1906, S. 235–81), über die mittelpersische, neupersische und türkische Literatur; Die Litteraturen des Ostens in Einzeldarstellungen (Band 4: Geschichte der türkischen Moderne. Leipzig 1902; 2. Auflage 1909; Band 6: Geschichte der persischen Litteratur. Leipzig 1901; 2. Auflage 1909).
Er war verheiratet mit Helene Schaupp-Horn.

## Publikationen (Auswahl)
- I. Tahmasp: Die Denkwürdigkeiten Schâh Tahmâsp’s des Ersten von Persien (1515–1576). Aus dem Originaltext zum ersten Male übersetzt und mit Erläuterungen versehen von Paul Horn. Trübner, Straßburg 1891
- mit Georg Steindorff (Hrsg.): Sassanidische Siegelsteine (= Mittheilungen aus den orientalischen Sammlungen. Band 4). Spemann, Berlin 1891.
- Grundriss der neupersischen Etymologie (= Sammlung indogermanischer Wörterbücher. Band 4). Karl J. Trübner, Straßburg 1893 (archive.org)
- Das Heer- und Kriegswesen der Grossmoghuls. E. J. Brill, Leiden 1894.archive.org, archive.org
- Adolf Friedrich Graf v. Schack als Orientalist. In: Allgemeine Zeitung. München 1894, Nr. 159, 11. Juni 1894, Beilage Nr. 132, S. 1 ff.; auszugsweise auch in: Friedrich Rückert (Übers.): Firdosi’s Königsbuch (Schahname). Aus dem Nachlaß herausgegeben von Edmund Alfred Bayer, 3 Bände, gedruckt mit Unterstützung der Deutschen Morgenländischen Gesellschaft. Druck und Verlag von Georg Reimer, Berlin 1890–1895, Band 2, S. 586–590.
- als Hrsg.: Asadî’s neupersisches Wörterbuch Lughat-i Furs: nach der einzigen vaticanischen Handschrift. Weidmann, Berlin 1897.
- Neupersische Schriftsprache. In: Wilhelm Geiger, Ernst Kuhn (Hrsg.): Grundriss der iranischen Philologie. Band 1,1. Trübner, Straßburg 1898–1901, S. 1–200.
- Geschichte Irans in islamitischer Zeit. In: Wilhelm Geiger, Ernst Kuhn (Hrsg.): Grundriss der iranischen Philologie. Band 2. Trübner, Straßburg 1896–1904, S. 551–604.
- Die deutsche Soldatensprache. J. Rickersche Verlagsbuchhandlung, Gießen 1899 archive.org
- Was verdanken wir Persien? In: Nord und Süd. Band 94, Heft 282, September 1900, S. 377–395.
- Geschichte der persischen Litteratur (= Die Litteraturen des Ostens in Einzeldarstellungen. Band 6,1). C. F. Amelang, Leipzig 1901 (archive.org, archive.org)
- Geschichte der türkischen Moderne (= Die Litteraturen des Ostens in Einzeldarstellungen. Band 4, Anhang). C. F. Amelang, Leipzig 1902 (242 – Internet Archive)